# Épiez-sur-Meuse
Épiez-sur-Meuse település Franciaországban, Meuse megyében. Lakosainak száma 38 fő (2022. január 1.). Épiez-sur-Meuse Amanty, Badonvilliers-Gérauvilliers, Burey-en-Vaux és Maxey-sur-Vaise községekkel határos.

## Népesség
A település népességének változása:
| Lakosok száma | 43   | 40   | 37   | 36   | 36   | 41   | 41   | 40   | 39   | 38   |
|               | 1968 | 1982 | 1990 | 2006 | 2013 | 2015 | 2017 | 2019 | 2020 | 2022 |